# (3160) Angerhofer
(3160) Angerhofer est un astéroïde de la ceinture principale.

## Description
(3160) Angerhofer est un astéroïde de la ceinture principale. Il fut découvert le 14 juin 1980 à la station Anderson Mesa par Edward L. G. Bowell. Il présente une orbite caractérisée par un demi-grand axe de 2,38 UA, une excentricité de 0,16 et une inclinaison de 5,1° par rapport à l'écliptique.

## Compléments